# Flora antártica

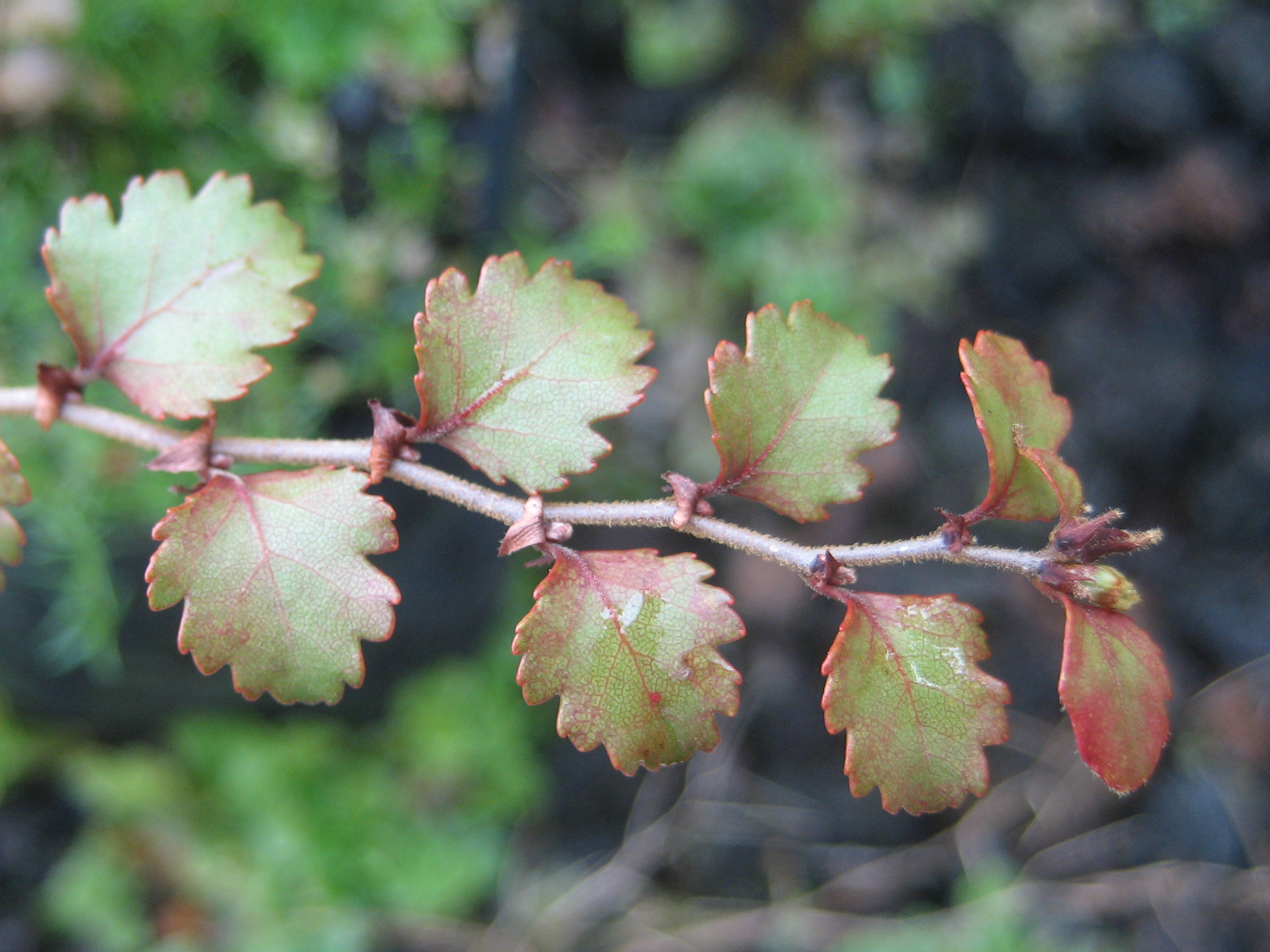
Nothofagus fusca, Nueva Zelanda.

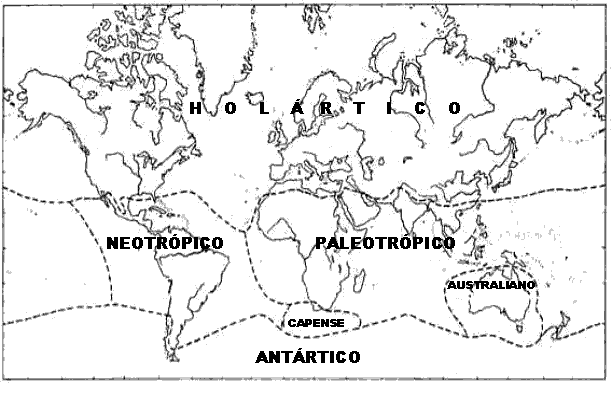
Mapa mostrando los seis reinos florales. En la parte inferior puede verse el Reíno Antártico

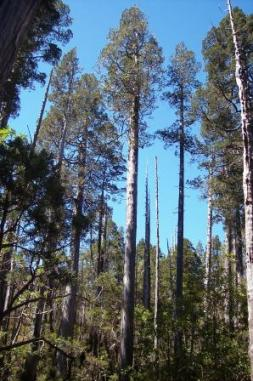
Fitzroya cupressoides, isla de Chiloé

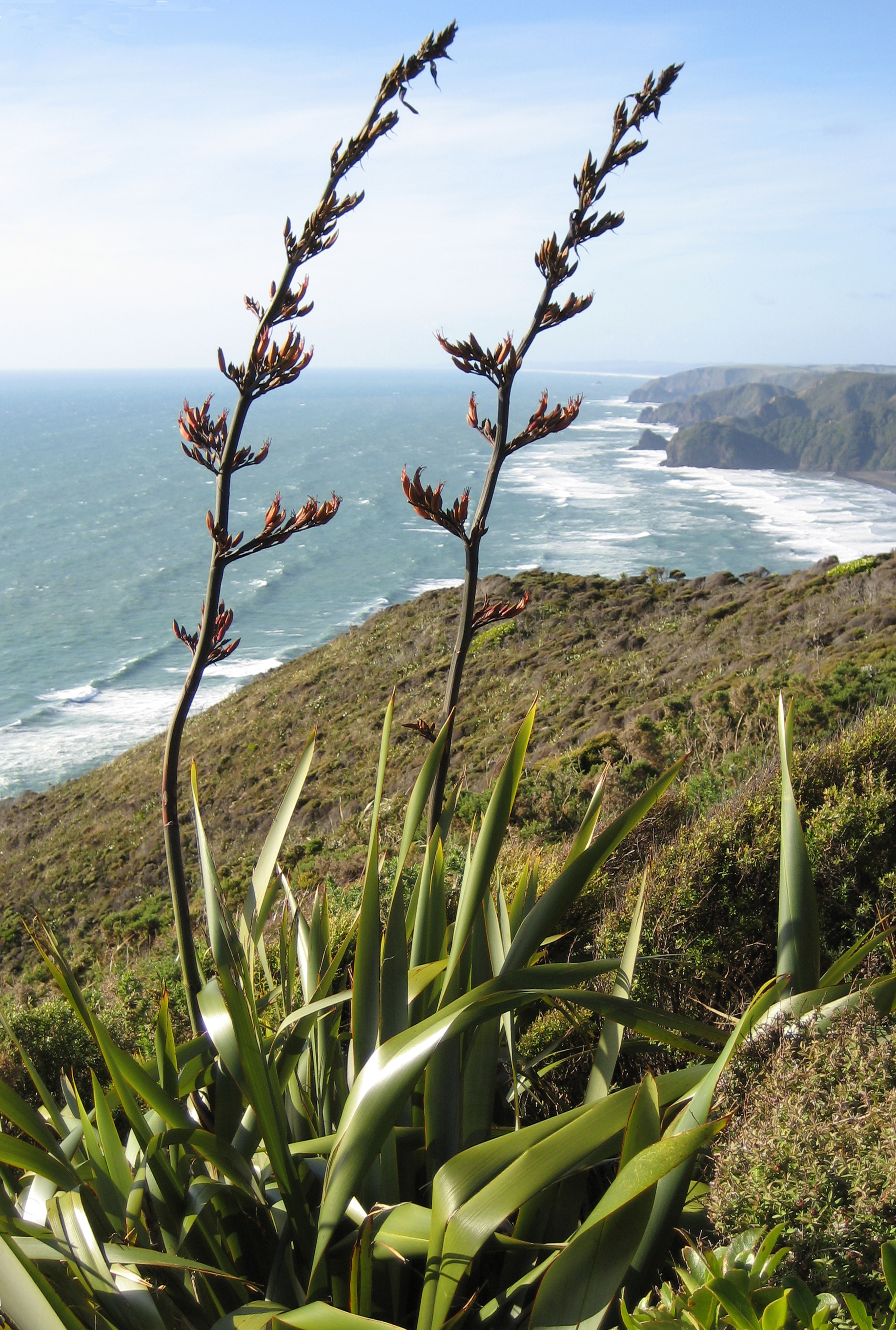
Phormium tenax, Piha, Nueva Zelanda

La Flora antártica o Reino florístico Antártico (o Reino Holantártico) es una de las grandes zonas identificadas como reinos florales por primera vez por el botánico Ronald Good (y más tarde por Armen Takhtajan), que incluye la mayor parte de las áreas al sur de los 40°S de latitud. 
El Reino Antártico incluye el continente de la Antártida, Patagonia (sur de Chile y de Argentina, Tierra del Fuego), gran parte de Nueva Zelanda, las Islas subantárticas de Nueva Zelanda, y todas las islas del océano Antártico al sur de 40°S, incluyendo Isla Gough, Islas Kerguelen, Islas Malvinas. Tasmania es omitida ya que sus especies vegetales están estrechamente relacionadas con el "Reino florístico Australiano". Good notó, como Joseph Dalton Hooker mucho antes, que muchas especies vegetales de la Antártida, Sudamérica templada y Nueva Zelanda estaban muy emparentadas, a pesar de su alejamiento por el vasto Océano Antártico. La Flora Antártica data del tiempo de Gondwana (hace 135-65 millones de años), el supercontinente el cual incluía la mayor parte de las masas de tierra del Hemisferio Sur, aunque ha estado influenciado por la flora del Reino Holártico desde el Terciario.  
Según Ronald Good, cerca de 50 géneros botánicos de plantas vasculares son comunes en el Reino florístico Antártico, incluyendo a Nothofagus y a Dicksonia. Takhtajan también hizo notar los centenares de otros géneros de plantas vasculares desparramados y aislados en islas del Océano Antártico, incluyendo Calandrinia feltonii de las islas Malvinas, Pringlea antiscorbutica de las islas Kerguelen, y los géneros de megahierbas de las islas subantárticas de Nueva Zelanda.
Según Takhtajan, 11 familias son endémicas de este reino: Lactoridaceae, Gomortegaceae, Hectorellaceae, Halophytaceae, Francoaceae, Aextoxicaceae, Tribelaceae, Griseliniaceae, Misodendraceae, Alseuosmiaceae, Donatiaceae.

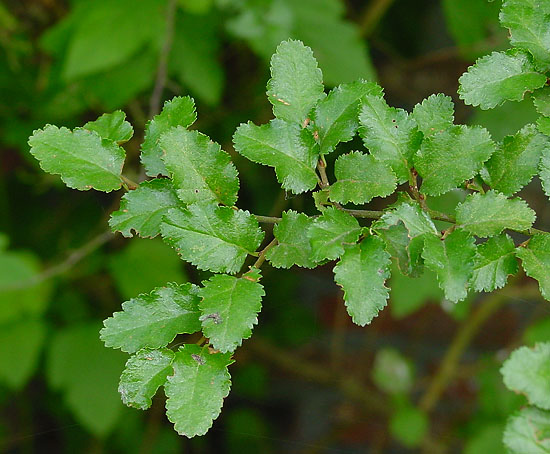
Nothofagus antarctica, Chile y Argentina.

India fue la primera en separarse, seguida de África, y entonces Nueva Zelanda, que empezó a desviarse al norte. Al fin del cretáceo, Sudamérica y Australia estaban aún unidos a la Antártida. El paleontólogo Gilbert Brenner identificó el surgimiento de una flora distinta de Gondwana a finales del periodo del cretáceo en las regiones más frescas y húmedas de Australia, el sur de Sudamérica, el sur de África, Antártida, y Nueva Zelanda; era lo que más se parecía a la flora del sur de Nueva Zelanda de la actualidad. Una flora más seca del norte de Gondwana se había desarrollado en el norte de Sudamérica y el norte de África.
África e India al desviarse hacia el norte en las latitudes tropicales, se hicieron más cálidas y más secas, y finalmente se conectaron con el continente Euroasiático, y hoy las floras de África e India tienen pocos remanentes de la flora antártica. Australia se desvió al norte y llegó a ser más seca de la misma manera; la flora húmeda antártica se retiró a la costa este y Tasmania mientras el resto de Australia llegó a estar dominado por Acacia, Eucalyptus, y Casuarina, y también por arbustos y hierbas xerófilas . Los humanos llegaron a Australia hace 50-60,000 años, y usaron el fuego para reconfigurar la vegetación del continente; como resultado, la flora antártica, también conocida como la flora del bosque lluvioso en Australia, se retiró a unas pocas áreas aisladas componiendo menos del 2% del área del territorio de Australia. Referente a Sudamérica, las ecorregiones del Bosque andino patagónico, y el bosque subpolar magallánico son los actuales refugios de la flora antártica, en ese continente.

## Especies
Las plantas leñosas de la flora antártica incluyen: 
- coníferas de las familias Podocarpaceae, Araucariaceae y la subfamilia Callitroideae de las Cupressaceae, y
- angiospermas tales como las familias Proteaceae, Griseliniaceae, Cunoniaceae, Atherospermataceae, y Winteraceae, y géneros como las hayas australes (Nothofagus) y fuchsia (Fuchsia).

Muchas otras familias de plantas con flor y helechos, incluyendo el helecho arborescente Dicksonia, son característicos de la flora antártica. 
El continente de la Antártida por sí mismo ha sido demasiado frío y seco para sostener virtualmente a las plantas vasculares por millones de años, y su flora en el presente consiste en alrededor de 250 líquenes, 100 musgos, 25-30 hepáticas, alrededor de 700 especies de algas terrestres y 1 alga acuática. Dos plantas con flor, Deschampsia antarctica (hierba pilosa antártica) y Colobanthus quitensis (hierba perla), se encuentran en las partes norte y oeste de la Península Antártica. Especies de musgos endémicas de la Antártida incluyen Grimmia antarctici, Schistidium antarctici, y Sarconeurum glaciale.

## Subdivisiones
El Reino florístico Antártico se subdivide en cuatro regiones florísticas, y a su vez subdivida en dieciséis provincias florísticas. Muchas de las provincias se encuentran dentro, o muy cerca de la zona de convergencia antártica. 

### Región Fernandeciana
(con frecuencia incluida dentro del Reino Neotropical) Familias endémicas: Lactoridaceae; géneros endémicos: 20, incluyendo Thyrsopteris, Nothomyrcia, Selkirkia, Cuminia, Robinsonia, Rhetinodendron, Symphyochaeta, Centaurodendron, Yunquea, Hesperogreigia, Podophorus, Pantathera, Megalachne. Las especies endémicas de plantas vasculares es muy alto (cerca de 70%).

### Región Argentina-Chile-Patagonia

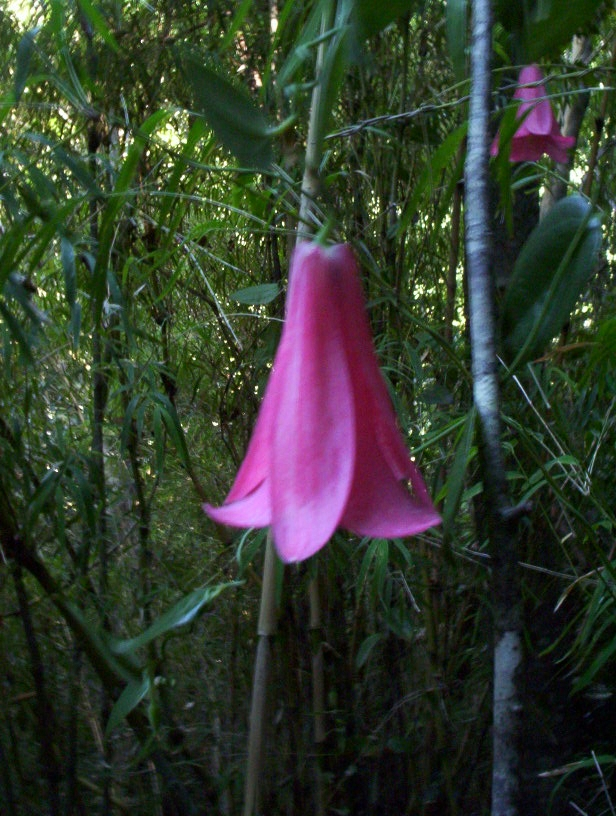
Lapageria rosea, Chile

- Familias endémicas: Gomortegaceae, Halophytaceae, Malesherbiaceae, Tribelaceae, Francoaceae, Aextoxicaceae, Misodendraceae,
- muchos géneros endémicos (Leptocionium, Saxegothaea, Austrocedrus, Pilgerodendron, Fitzroya, Peumus, Boquila, Lardizabala, Philippiella, Austrocactus, Holmbergia, Berberidopsis, Niederleinia, Lebetanthus, Ovidia, Quillaja, Kageneckia, Saxifragella, Zuccagnia, Tepualia, Magallana, Gymnophyton, Laretia, Mulinum, Talguenea, Schizanthus, Melosperma, Monttea, Hygea, Mitraria, Sarmienta, Chiliotrichum, Melalema, Nassauvia, Tetroncium, Gilliesia, Leontochir, Leucocryne, Schickendantziella, Solaria, Lapageria, Conanthera, Tecophilaea, Tapeinia, Fascicularia, Ortachne, Jubaea) y
- especies.

### Región de islas del sur subantártico
Flora empobrecida, sin familias endémicas, dos géneros endémicos (Pringlea, Lyallia)

### Región Neozelandesa

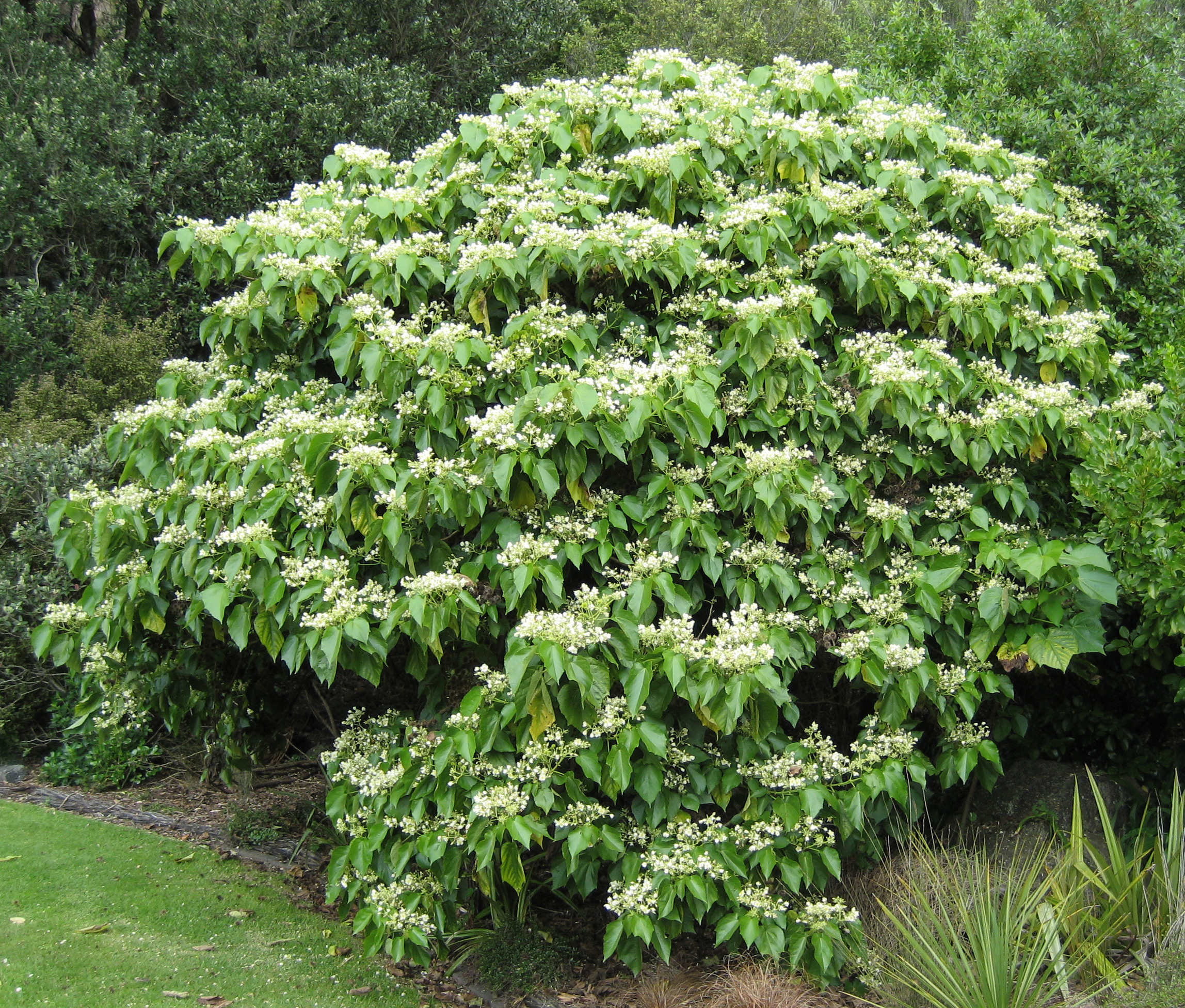
Entelea arborescens, Auckland, N. Zelanda

Sin familias endémicas, cerca de 50 géneros endémicos (incluyendo Loxsoma, Pseudowintera, Hectorella, Entelea, Hoheria, Gorokia, Ixerba, Alseuosmia, Carmichaelia, Lophomyrtus, Neomyrtus, Plectomirtha, Stilbocarpa, Kirkophytum, Coxella, Lignocarpa, Scandia, Dactylanthus, Myosotidium, Parahebe, Negria, Rhabdothamnus, Teucridium, Oreostylidium, Pachystegia, Haastia, Leucogenes, Phormium, Rhopalostylis Lepidorrhachis, Hedyscepe, Howeia, Sporadanthus, Aporostylis, Desmoschoenus), especies muy altas endémicas, especialmente entre Pinophyta. 
| Reino                          | Región                               | Provincia                                         |
| Reino Antártico u Holantártico | Región Fernandeciana                 | Provincia Fernandeciana                           |
| Reino Antártico u Holantártico | Región Patagonia (Argentina - Chile) | Región Magallanes y de la Antártica Chilena       |
| Reino Antártico u Holantártico | Región Patagonia (Argentina - Chile) | Región Aysén - Chile                              |
| Reino Antártico u Holantártico | Región Patagonia (Argentina - Chile) | Provincia del Chubut - Argentina                  |
| Reino Antártico u Holantártico | Región Patagonia (Argentina - Chile) | Provincia de Santa Cruz - Argentina               |
| Reino Antártico u Holantártico | Región Patagonia (Argentina - Chile) | Provincia de Tierra del Fuego - Argentina         |
| Reino Antártico u Holantártico | Región de islas del sur subantártico | Islas Malvinas - Argentina                        |
| Reino Antártico u Holantártico | Región de islas del sur subantártico | Islas Sandwich y Georgias del Sur - Argentina     |
| Reino Antártico u Holantártico | Región Neozelandesa                  | Provincia de Lord Howe                            |
| Reino Antártico u Holantártico | Región Neozelandesa                  | Provincia Norfolkiana                             |
| Reino Antártico u Holantártico | Región Neozelandesa                  | Provincia Kermadeciana                            |
| Reino Antártico u Holantártico | Región Neozelandesa                  | Provincia Norteña Neozelandesa                    |
| Reino Antártico u Holantártico | Región Neozelandesa                  | Provincia Central Neozelandesa                    |
| Reino Antártico u Holantártico | Región Neozelandesa                  | Provincia Sureña Neozelandesa                     |
| Reino Antártico u Holantártico | Región Neozelandesa                  | Provincia Chatham                                 |
| Reino Antártico u Holantártico | Región Neozelandesa                  | Provincia de islas subantárticas de Nueva Zelanda |